# Bizarre (album)
Bizarre è il secondo album della cantante italiana Jo Squillo, pubblicato nel 1984.

## Il disco
Con questo secondo lavoro la cantante milanese abbandona il genere punk rock delle sue precedenti canzoni per dedicarsi a sonorità italo disco e pop. L'album contiene la hit e il grande successo di vendite I Love Muchacha, presentata al Festivalbar 1984. Dall'album è stato estratto il singolo I Love Muchacha/Bizarre, del cui secondo brano venne realizzato un video sperimentale su Polaroid, e il singolo promozionale Dammi pace (esplosioni d'amore)|Indiana Jones.
Quest'album risulta essere per questa cantante il più popolare degli anni '80 a livello commerciale.

## Tracce
1. Dammi pace (esplosioni d'amore)
2. I Love Muchacha
3. Io ti cerco
4. Indiana Jones
5. Oltre il blu
6. Jumbo jumbo
7. Sarò
8. Bizarre